# Arenaria liebmanniana
Arenaria liebmanniana är en nejlikväxtart som beskrevs av Paul Rohrbach. 
Arenaria liebmanniana ingår i släktet narvar och familjen nejlikväxter. Inga underarter finns listade i Catalogue of Life.